# Моргауз (Нью-Йорк)
Моргауз (англ. Morehouse) — місто (англ. town) в США, в окрузі Гамільтон штату Нью-Йорк. Населення — 92 особи (2020).

## Демографія
Згідно з переписом 2010 року, у місті мешкало 86 осіб у 44 домогосподарствах у складі 24 родин. Було 289 помешкань
Расовий склад населення:
| - 98,8 % — білих |

До двох чи більше рас належало 1,2 %. Частка іспаномовних становила 0,0 % від усіх жителів.
За віковим діапазоном населення розподілялося таким чином: 15,1 % — особи молодші 18 років, 57,0 % — особи у віці 18—64 років, 27,9 % — особи у віці 65 років та старші. Медіана віку мешканця становила 53,0 року. На 100 осіб жіночої статі у місті припадало 138,9 чоловіків;  на 100 жінок у віці від 18 років та старших — 135,5 чоловіків також старших 18 років.
Середній дохід на одне домашнє господарство  становив 28 733 долари США (медіана — 35 625), а середній дохід на одну сім'ю — 44 860 доларів (медіана — 50 417). 
Цивільне працевлаштоване населення становило 5 осіб. Основні галузі зайнятості: публічна адміністрація — 80,0 %, транспорт — 20,0 %.